# Élections en Mauritanie
Cet article contient des informations sur des élections et référendum qui ont eu lieu en Mauritanie.

## Référendum constitutionnel de 2006
Un Référendum pour l’adoption d’une nouvelle constitution a été organisé en Mauritanie par la junte militaire de l'époque, le Conseil militaire pour la justice et la démocratie le 26 juin 2006. La participation est importante (76,51 %). Le « oui » l’emporte largement avec 96,97 %.

## Élections municipales de 2006
Des élections municipales ont eu lieu le 19 novembre 2006. Dans les 216 communes de la Mauritanie, on a recensé 1 222 listes dont 888 présentées par des politiques et 334 par des candidats indépendants.
Les candidats indépendants obtiennent 27,19 % des sièges des conseillers municipaux. L’opposition à l’ancien régime, regroupée au sein de la Coalition des forces du changement démocratique (CFCD) a remporté les deux plus grandes villes Nouakchott et Nouadhibou.

## Élections législatives de 2006

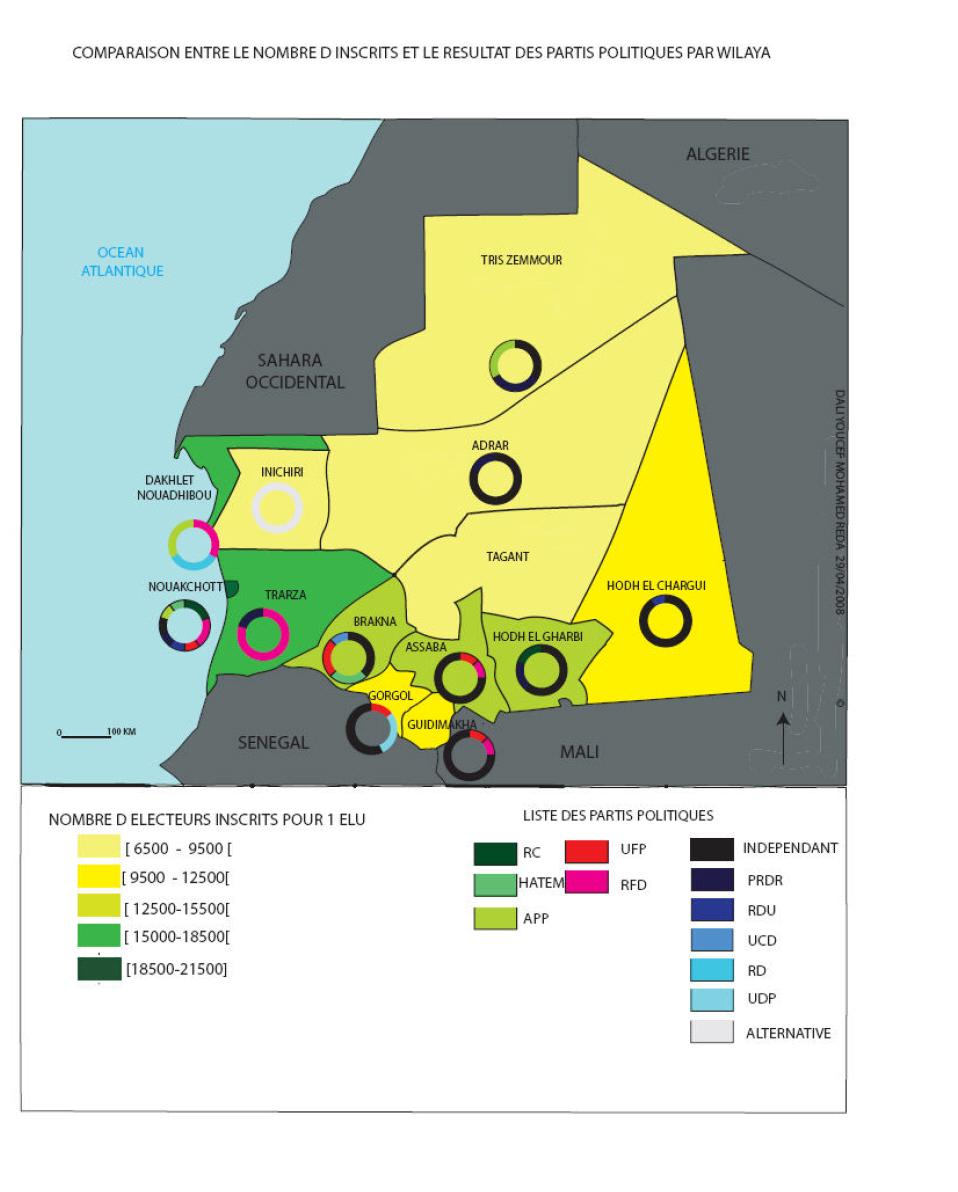
Comparaison entre le nombre d'inscrits et le résultat des partis politiques par Wilaya.

Des élections législatives ont eu lieu le 19 novembre 2006. 441 listes (260 présentées par des partis politiques, 32 par des coalitions et 124 par des candidats indépendants) plus 25 listes nationales sont présentes pour ces élections où 95 sièges de députés sont à pourvoir. 1 069 375 électeurs sont appelés à participer à ces scrutins.
À l’issue du premier tour, 43 députés ont été élus. La Coalition des forces du changement démocratique (CFCD), regroupant des partis de l’opposition à l’ancien régime, a remporté 26 sièges, dont douze pour le Rassemblement des forces démocratiques (RFD), quatre pour l'Alliance populaire progressiste, trois pour l’Union des forces de progrès. L’ancien parti au pouvoir, le Parti républicain pour la démocratie et le renouveau obtient trois sièges. Dix candidats indépendants ont également été élus ainsi que deux islamistes. Le taux de participation a atteint 73 %.
Le second tour des élections législatives est prévu le 3 décembre. Il reste 52 sièges à pourvoir.

## Élections sénatoriales de 2007
Les élections sénatoriales mauritaniennes se déroulent le 21 janvier 2007.

## Élection présidentielle de 2007
L'élection présidentielle mauritanienne, qui se deroule les 11 et 25 mars 2007, est remportée par Sidi Ould Cheikh Abdallahi au second tour.